# Гелена Ірен Міхаельсен
Маргрет Якобсен (Ев'є, 2 червня з 1977), більш відома як Гелена Ірен Міхаельсен — норвезька співачка і композиторка, нинішня вокалістка гурту Imperia у жанрі симфонічний метал, а також власного сольного проекту Angel. Вона також була солісткою метал-груп Trail of Tears і Sahara Dust (чия назва пізніше змінилася на Epica).

## Музична кар'єра

### Trail of Tears (1997—2000)
Гелена розпочала свою кар'єру в 1997 році як вокалістка гурту Trail of Tears у жанрі готичний метал, замінивши Алеса Віка, який покинув групу того ж року. Наступного року Міхаельсен з гуртом записали та випустили свій дебютний альбом Disclosure in Red, на якому вона співала альтом і зробила свій внесок, написавши деякі тексти.
У 2000 році вона знову заспівала альтовим вокалом у альбомі Profoundemonium, який також став її останньою роботою з гуртом. У травні того ж року її замінила Кетрін Полсен.

### Sahara Dust (2002)
Через два роки після її відходу з Trail of Tears, Марк Янсен (який нещодавно покинув After Forever) вибрав Гелену солісткою його нової метал-групи Sahara Dust. Однак невдовзі після цього Міхаельсен покинула групу і була замінена досі невідомою Сімоне Сімонс.
Пізніше гурт змінив назву на Epica, натхненний альбомом з такою ж назвою, випущеним американським гуртом Kamelot у 2003 році.

### Imperia та Angel (2003— дотепер)
Після виходу з Sahara Dust Гелена приєдналася до барабанщика Стіва Волца (який також грав у гурті Марка Янсена), і вони переїхали до Норвегії. Після того, як вони обидва повернулися до Нідерландів, вони створили гурт Imperia.
У Imperia Міхаельсен і Волц записали «кавер» на пісню «The Lotus Eaters» гурту Dead Can Dance для однойменного триб'ют-альбому, випущеного грецьким лейблом Black Lotus Records. Згодом трек був включений до дебютного альбому Imperia The Ancient Dance of Qetesh (2004).

## Особисте життя
Зараз Міхаельсен живе у м. Фролан, Норвегія і має двох дітей: хлопчика на ім'я Йоахім (1995 р.н.) і дівчинку на ім'я Ангел (2006 р.н.).
Її ім'я при народженні було Маргрет Якобсен, але вона змінила його у 18 років.

## Дискографія

### Trail of Tears
- Disclosure in Red(інші мови) (1998)
- Profoundemonium(інші мови) (2000)

### Imperia
- The Ancient Dance of Qetesh(інші мови) (2004)
- Queen of Light(інші мови) (2007)
- Secret Passion(інші мови) (2011)
- Tears of Silence(інші мови) (2015)
- Flames of Eternity(інші мови) (2019)

### Angel
- A Woman's Diary — Chapter I (2005)
- A Woman's Diary — Chapter II (2020)

### Співробітництво
| Рік  | Артист        | Альбом            | Внесок          |
| ---- | ------------- | ----------------- | --------------- |
| 2002 | Black Horizon | Infinity of Chaos | (кілька треків) |
| 2003 | Nox           | Zazaz             | (кілька треків) |